# Clusia purpurea
Clusia purpurea là một loài thực vật có hoa trong họ Bứa. Loài này được (Splitg.) Engl. mô tả khoa học đầu tiên năm 1888.